# Nicolas Besch
Nicolas Besch (* 25. Oktober 1984 in Le Havre) ist ein französischer Eishockeyspieler, der ab 2015 beim Bordeaux Gironde hockey sur glace in der französischen Ligue Magnus spielen wird.      

## Karriere
Nicolas Besch begann seine Karriere als Eishockeyspieler in der Nachwuchsabteilung der Dragons de Rouen, für deren Profimannschaft er von 2001 bis 2007 in der Ligue Magnus, der höchsten französischen Spielklasse, aktiv war. Mit seiner Mannschaft war der Verteidiger in diesem Zeitraum sehr erfolgreich. 2003 und 2006 wurde er jeweils Französischer Meister mit Rouen, in den Jahren 2002, 2004 und 2005 jewann er mit dem Team jeweils die Coupe de France, den nationalen Pokalwettbewerb. Zudem wurde er 2006 und 2007 in das All-Star-Team der Liga berufen.
Zur Saison 2007/08 ging Besch erstmals ins Ausland und spielte für den Leksands IF und den Nyköpings HK in der HockeyAllsvenskan, der zweiten schwedischen Spielklasse, sowie für den finnischen Zweitligisten Vaasan Sport in der Mestis. Auch die folgende Spielzeit verbrachte er in der Mestis, diesmal jedoch bei Mikkelin Jukurit. Nachdem der Franzose in der Saison 2009/10 für die Brûleurs de Loups de Grenoble in der Ligue Magnus gespielt hatte und erneut in das All-Star-Team berufen worden war, schloss er sich für die Saison 2010/11 erneut dem finnischen Zweitligisten Mikkelin Jukurit an. 
Zur Saison 2011/12 wurde der langjährige Nationalspieler von KS Cracovia aus der polnischen Ekstraliga verpflichtet, wo er zwei Jahre blieb und 2013 polnischer Meister wurde. Nach einer kurzen Stippvisite beim KTH Krynica wechselte er im November 2013 zum KH Sanok, mit dem er 2014 nicht nur erneut Meister wurde, sondern auch die beste Plus/Minus-Bilanz der polnischen Liga erzielte. Ein Jahr später gewann er auch mit dem GKS Tychy, zu dem er zwischenzeitlich gewechselt war, den Titel und wurde zusätzlich Pokalsieger. 2015 wechselte er zum Ligue-Magnus-Aufsteiger Bordeaux Gironde hockey sur glace nach Frankreich zurück.

### International
Für Frankreich nahm Besch im Juniorenbereich an der U18-Weltmeisterschaft der Division II 2002 sowie der U20-Weltmeisterschaft der Division I 2004, als er Topscorer unter den Verteidigungsspielern war, teil. Im Seniorenbereich stand er im Aufgebot seines Landes bei den Weltmeisterschaften der Division I 2005, 2006 und 2007 sowie der Top-Division 2008, 2010, 2011, 2012, 2013, 2014 und 2015. Zudem vertrat er seine Farben bei den Qualifikationsturnieren für die Olympischen Winterspiele in Turin 2006 und Vancouver 2010.

## Erfolge und Auszeichnungen
| - 2002 Coupe de France mit den Dragons de Rouen - 2003 Französischer Meister mit den Dragons de Rouen - 2004 Coupe de France mit den Dragons de Rouen - 2005 Coupe de France mit den Dragons de Rouen - 2006 Französischer Meister mit den Dragons de Rouen - 2006 Ligue Magnus All-Star Team | - 2007 Ligue Magnus All-Star Team - 2010 Ligue Magnus All-Star Team - 2013 Polnischer Meister mit dem KS Cracovia - 2014 Polnischer Meister mit dem KH Sanok und beste Plus/Minus-Bilanz der Ekstraliga - 2015 Polnischer Meister und Pokalsieger mit dem GKS Tychy |

### International
- 2002 Aufstieg in die Division I bei der U18-Junioren-Weltmeisterschaft der Division II
- 2007 Aufstieg in die Top-Division bei der Weltmeisterschaft der Division I

## Statistik
(Stand: Ende der Saison 2010/11)